# Герценвіц Дмитро Іванович
Дмитро Іванович Герценвіц (21 вересня 1874 — після грудня 1918) — російський інженер, депутат Державної думи Російської імперії III та IV скликань від Полтавської губернії.

## Життєпис
Народився 21 вересня 1874 року у дворянській родині Полтавської губернії. Був сином дворянина, колезького реєстратора Івана Івановича Герценвіца. Дмитро Герценвіц мав братів Михайла, Гліба та Олександра і сестру Агрипину.
Освіту здобув у Харківському реальному училищі. Потім закінчив Інститут інженерів шляхів сполучення в Санкт-Петербурзі з дипломом першого розряду.
Спочатку працював інженером відомства шляхів сполучення та брав участь у будівництві казенних залізниць. Після цього служив при Міністерстві юстиції. З 1901 року був гласним Костянтиноградського повітового земства, з 1902 — почесним мировим суддею.
У Костянтиноградському повіті володів 430 десятинами, у Павлоградському — 87.
З моменту створення Державної думи Герценвіц брав участь у виборах до парламенту від Костянтиноградського повіту, проте до дум I та II скликань не пройшов.

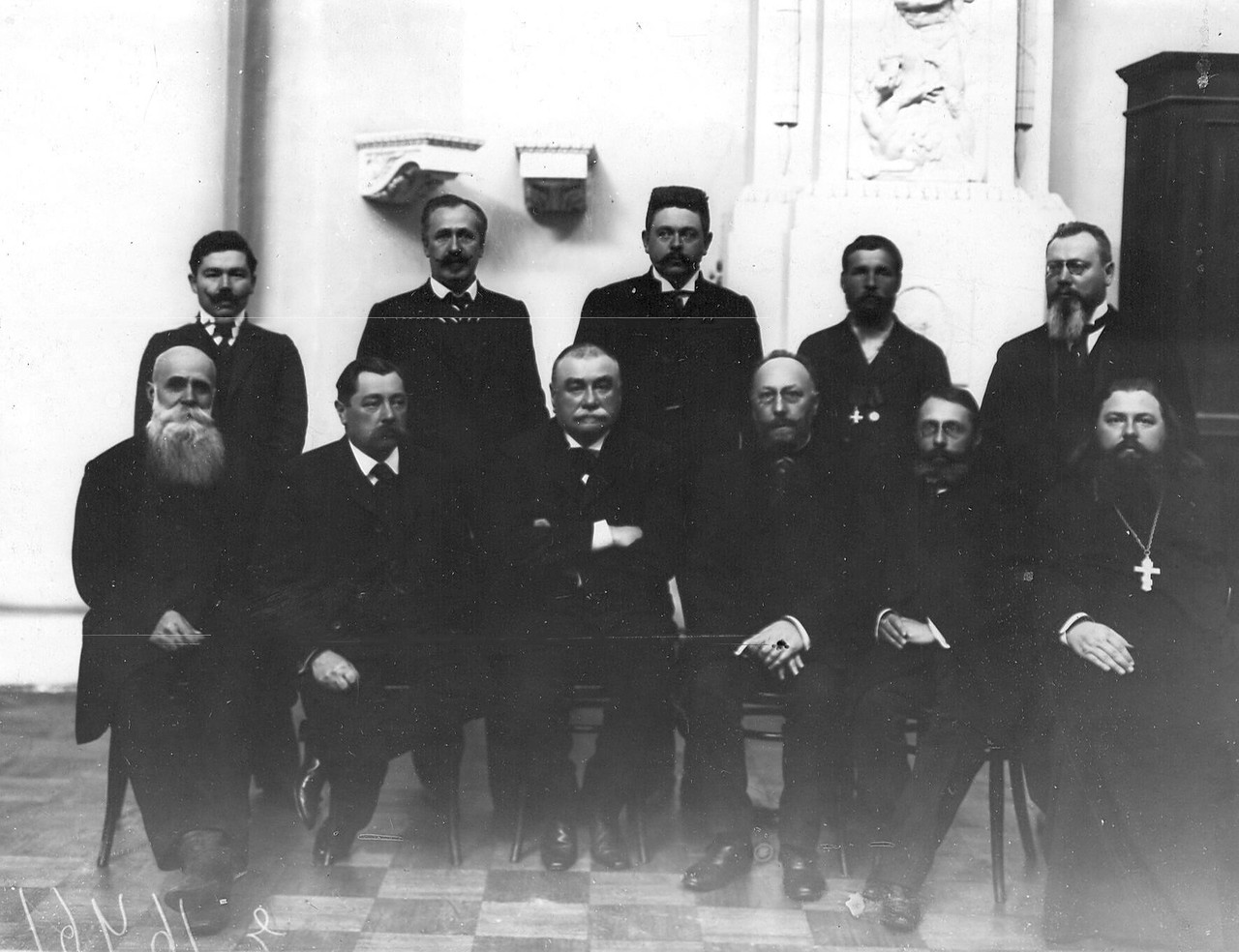
Депутати Державної думи III скликання від Полтавської губернії. Дмитро Герценвіц крайній зліва, стоїть

15 жовтня 1907 року обраний до III скликання та увійшов до фракції октябристів. Брав участь у роботі таких комісій як бюджетної, шляхів сполучення, з виконання державного розпису доходів та витрат.
10 листопада 1908 року імператор Микола II призначив Дмитра Герценвіца (разом з графом Володимиром Доррером та Пантелеймоном Сінадіно) членом Особливої вищої комісії для всестороннього дослідження залізничної справи в Росії.
Переобраний до IV Думи 18 жовтня 1912 року. Увійшов до фракції октябристів, проте починаючи з другої сесії працював у фракції земців-октябристів. Також входив до Прогресивного блоку. Був членом тих же комісій, що і в попередньому скликанні; з 2 грудня 1916 — товариш (заступник) голови комісії шляхів сполучення; голова комісії для розгляду законопроєкту про шлюзування порожистої частини річки Дніпро.
У 1917 році, після Лютневої революції, увійшов до складу Особливої комісії з розробки Статуту про службу на залізницях при Міністерстві шляхів сполучення.
Із жовтня 1917 року, після жовтневого перевороту, жив у Харкові. Подальша доля невідома.